# Крива (Ірбітський міський округ)
Крива́ (рос. Кривая) — присілок у складі Ірбітського міського округу Свердловської області.
Населення — 26 осіб (2010, 28 у 2002).
Національний склад населення станом на 2002 рік: росіяни — 96 %.